# 路爾斯·肯尼基亞
路爾斯·安東尼奧·肯尼基亞 （1917年10月4日—2001年6月22日）是一名阿根廷籍足球員及教練。球員時期效力小保加，他最著名的是在50年代執教皇馬，取得多項錦標，包括西甲聯賽、歐冠盃等等。